# 洪英植
洪英植（1856年2月5日—1884年12月7日），字仲育，號琴石，生於漢城，本貫南陽洪氏。朝鮮王朝後期政治人物。
他是开化黨（亲日派）人士，早年留学日本，羡慕日本的明治维新，回国后主张进行资本主义改革，开设邮政局；1884年与日本勾结，同金玉均等人进行政变，後被镇压導致失敗。洪英植被朝鲜士兵袭击死亡。其被朝鲜政府视为「大逆罪人」，家属受牵连自杀。
1910年追贈其諡號忠愍。

## 生平

### 早年生活
洪英植生於1855年的漢城，父親是曾任領議政的洪淳穆，母親則是出身全州李氏

## 另見
- 徐載弼(서재필)
- 朴珪壽(박규수)
- 吳慶錫(오경석)
- 尹致昊(윤치호)
- 金玉均(김옥균)
- 朴泳孝(박영효)
- 兪吉濬(유길준)
- 洪淳穆(홍순목)
- 李承晩(이승만)
- 徐光範(서광범)
- 朴定陽(박정양)
- 閔泳翊(민영익)
- 李商在(이상재)